# 四角六片四角孔ねじれ正多面体
四角六片四角孔ねじれ正多面体（しかくろくへんしかくこうねじれせいためんたい、英: mucube）とは、ねじれ正多面体の一種で立方体による空間充填形からいくつかの正方形を除いた多面体である。

## 性質
- 構成面: 正方形無限枚
- 辺: 無限本
- 頂点: 無限個の各頂点に正方形6枚がジグザグに集まる。
- シュレーフリの記号: {4, 6 | 4}
- 双対: 六角四片四角孔ねじれ正多面体